# محطة قطار العمرة
محطة العمرة أو محطة سيدي حمو هي محطة قطار جزائرية تقع بإقليم بلدية روينة بولاية عين الدفلى. تُعدّ جزءًا من شبكة الخطوط الإقليمية التي وتديرها الشركة الوطنية للنقل بالسكك الحديدية في الجزائر.

## الموقع في السكك الحديدية
تقع المحطة في بلدة سيدي حمو (بلدية الروينة)، على خط الجزائر العاصمة - وهران ، حيث تسبقها محطة عين الدفلى وتليها محطة الروينة .

## الموقع في السكة الحديدية

### خدمة
تخدم محطة العمرة القطارات الإقليمية:
- الجزائر – الشلف ؛
- الشلف – خميس مليانة.

## رَوابط خَارجية
- "ش.و.ن.س.ح". الشركة الوطنية للنقل بالسكك الحديدية. مؤرشف من الأصل في 2025-05-05.